# Golfo di Lepanto
Il Golfo di Lepanto è un golfo della Grecia, collocato all'interno del Golfo di Corinto e collegato con il Golfo di Patrasso. Su di esso è affacciata la località di Lepanto (che dà il nome all'omonimo luogo), frazione del comune di Nafpaktia.

## Origine
Come il Golfo di Corinto, il Golfo di Lepanto ha avuto origine da un rift tra due placche tettoniche. Inoltre, l'area del golfo è di notevole rischio sismico.

## Storia
La storia del Golfo di Lepanto si lega principalmente alla celeberrima battaglia di Lepanto del 1571, dove la flotta della Lega Santa (coalizione cristiana composta da  Repubblica di Venezia e la Spagna di Filippo II. Successivamente si aggiunsero i Cavalieri di Malta, la Repubblica di Genova, il Granducato di Toscana, il Ducato d'Urbino, il Ducato di Parma, la Repubblica di Lucca, il Ducato di Ferrara, il Ducato di Mantova ed il Ducato di Savoia) vinse contro la flotta ottomana.